# Касицын, Дмитрий Фёдорович
Дмитрий Фёдорович Касицын (Косицын; 6 [18] января 1838, Рузский уезд, Московская губерния — 3 [16] декабря 1902, Москва) — русский духовный писатель, протоиерей.

## Биография
Родился 6 (18) января 1839 года в семье дьякона в селе Казаново Рузского уезда Московской губернии.
Учился сначала в духовном училище при Саввино-Сторожевском монастыре, затем — в Вифанской духовной семинарии, которую окончил в 1860 году. В 1864 году окончил Московскую духовную академию и был назначен преподавателем патристики и греческого языка в Вифанской семинарии, с августа 1866 года — логики, психологии и латинского языка. В апреле 1867 года возведён в степень магистра и в июле того же года перемещён в Московскую духовную академию на должность бакалавра по классу истории Западной церкви. С апреля 1873 года — экстраординарный (не штатный) профессор Московской духовной академии.
В июне 1875 года был отправлен на пятнадцать месяцев за границу для изучения религий западных государств. После этой поездки он стал вести в московской духовной академии курс истории и изучения западных вероисповеданий.
В августе 1889 года был назначен в московскую церковь Св. Николая в Толмачах — вместо Василия Петровича Нечаева, на дочери которого он женился; в сентябре был рукоположён в диакона и священника. Одновременно к нему перешли обязанности редактора журнала «Душеполезное чтение». Ещё в течение нескольких последующих лет он продолжал преподавать в академии, а затем посвятил себя исключительно церковному богослужению. В 1890 году его наградили камилавкой и избрали членом Московского городского училищного совета, а в 1892 году — действительным членом Общества любителей духовного просвещения. Весной 1892 года он получил сан протоиерея и был награждён золотым наперсным крестом. С 1893 года — заслуженный профессор Московской духовной академии; в июне этого года оставил службу.
В 1897 году ему было разрешено носить золотой крест с украшениями. Среди других его наград: ордена Св. Станислава 2-й и 3-й степени и Св. Анны 2-й и 3-й степени и орден Св. Владимира 4-й степени, также неоднократно получал благословение от Святейшего синода.
О. Дмитрий отпевал П. М. Третьякова. «Расколы первых веков христианства. Монтанизм, новацианство, донатизм и влияние их на раскрытие учения о церкви» и «Сборник статей».

## Сочинения
Дмитрий Фёдорович Касицын был также известным богословом и духовным писателем. Главные его работы:
- Расколы первых веков христианства. Монтанизм, новацианство, донатизм и влияние их на раскрытие учения о церкви. — Вып. I. — М., 1889.
- Сборник статей. — М., 1902.

Также были напечатаны его статьи:
- Материализм и точная наука // Чтения в Московском обществе любителей духовного просвещения. — 1868
- Восстановление западной православно-кафолической церкви // «Московские ведомости». — 1869. — №№ 70, 74, 87; 1870. — № 28.
- Греки в Трояне в XVI ст. // «Русский вестник». — 1871, март.
- Фебронианизм и немецкий католицизм // «Русский вестник». — 1872, март.
- Дорожные наблюдения из Москвы в Смоленск // «Московские ведомости». — 1875. — № 203.
- Из Смоленска в Вильню // «Московские ведомости». — 1875. — № 232.
- От Берлина до Рима // «Русский вестник». — 1876, апрель.
- Берлинский Королевский музей // «Московские ведомости». — 1876. — № 19.
- Из наблюдений в Риме // «Русский вестник». — 1877, февраль.